# Pinus caribaea
Pinus caribaea (сосна карибська) — вид роду сосна родини соснових.

## Поширення
Поширення: Багамські острови; Беліз; Куба; Гватемала; Гондурас; Мексика; Нікарагуа; Острови Теркс і Кайкос. Тропічний і субтропічний, у першу чергу низинний вид, котрий росте на висотах 1–400(700) м при 1000—1800 мм опадів на рік. Розрізняють Pinus caribaea var. bahamensis (Багамські острови, острови Теркс і Кайкос), Pinus caribaea var. caribaea (західна Куба) і Pinus caribaea var. hondurensis (Мексика, Беліз, Гватемала, Сальвадор, Гондурас, Нікарагуа).

## Опис

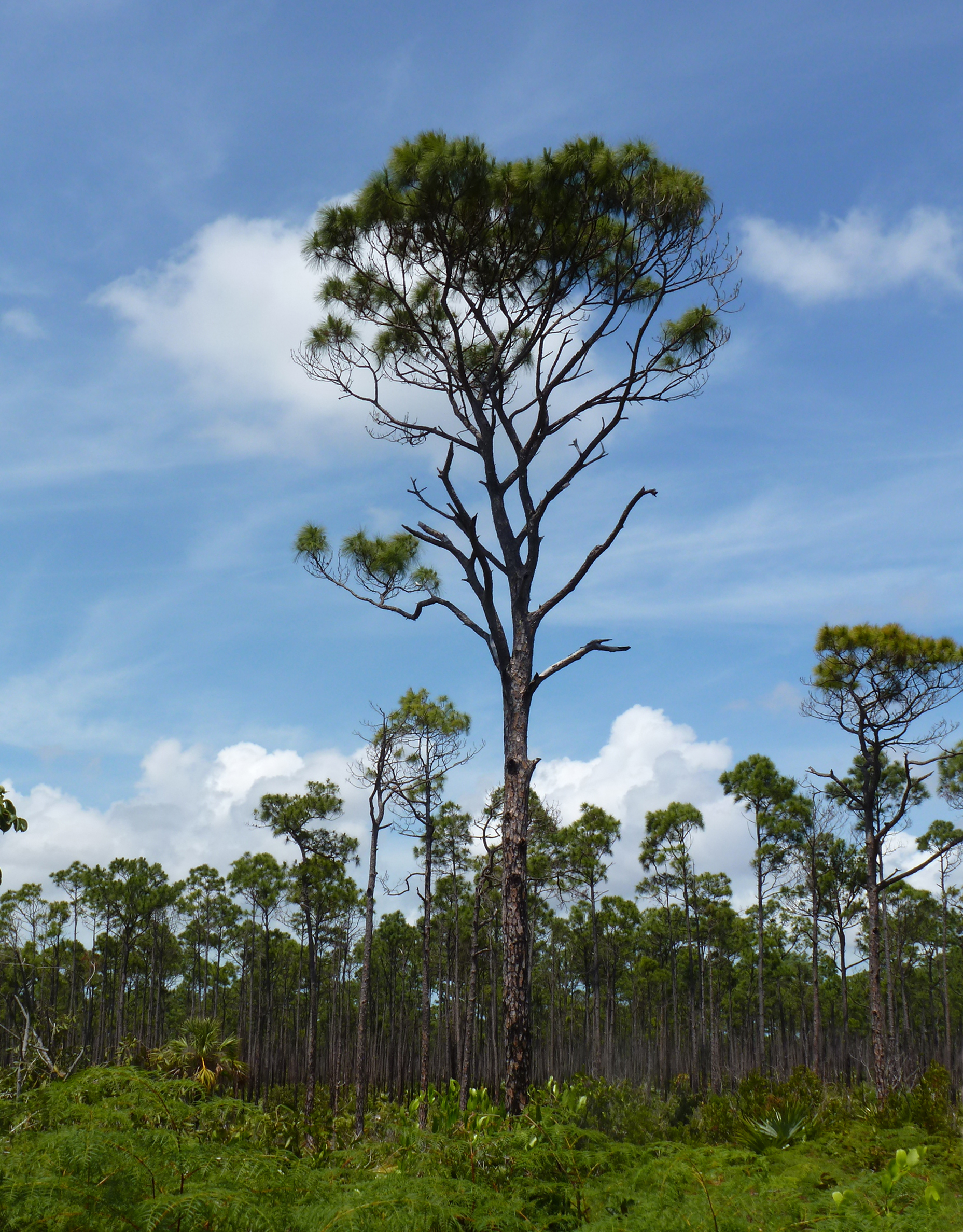
Сосна карибська на Багамах (Pinus caribaea var. bahamensis)

Дерева можуть рости цілий рік, тому цей вид не виробляє річних кілець, а виробляє в середньому 3–4 кілець на рік у відповідь на зливи. Це вічнозелені, від 20 до 35, іноді до 45 метрів заввишки дерева. Стовбур прямий, діаметром від 50 до 100 сантиметрів. Кора груба і луската в сіро-коричневих, нерегулярних прямокутних пластинах. Гілки розташовані горизонтально, утворюють широку конічну корону на 25-33 % від висоти дерева. Голки в пучках по 2–4, довжиною 15–26 см. Насіннєві шишки це яйцеподібні конуса, досить симетричні, 5–12 × 4–6 см у відкритому стані. Колір насіння варіюється від світло-сіро-коричневого до червонуватого, розмір 5–7 × 2,5–3,5 мм, насіння з крилом довжиною 10–20 мм.

## Використання
Важливе джерело деревини.

## Загрози та охорона
Сильна експлуатація є основною загрозою. Цей вид присутній на кількох охоронних територіях.